# Heterocnephes
Heterocnephes is een geslacht van vlinders uit de familie van de grasmotten (Crambidae), uit de onderfamilie van de Spilomelinae. De wetenschappelijke naam van dit geslacht is voor het eerst voorgesteld door Julius Lederer in een publicatie uit 1863. De soorten binnen dit geslacht komen in het Oriëntaals gebied voor.

## Soorten
- Heterocnephes atropygialis Pagenstecher, 1886
- Heterocnephes lunulatis Pagenstecher, 1886
- Heterocnephes lymphatalis (Swinhoe, 1889)
- Heterocnephes scapulalis Lederer, 1863
- Heterocnephes vicinalis Snellen, 1880